# Baggetorp (manzana)
Baggetorp es el nombre de una variedad cultivar de manzano (Malus domestica). 
Un híbrido de manzana originaria de Suecia. Las frutas tienen la pulpa con textura tierna, y un sabor jugoso y agrio. Tolera la zona de rusticidad delimitada por el departamento USDA, de nivel 2 a 4.

## Historia
'Baggetorp' es una variedad de manzana de parentales de origen desconocido, oriunda de la localidad de Baggetorp del condado de Södermanland en Suecia, de la que lleva su nombre.
Está incluida en la relación de manzanas cultivadas en Suecia en el libro "Äpplen i Sverige : 240 äppelsorter i text och bild.
"-(Manzanas en Suecia: 240 variedades de manzanas en texto e imagen).

## Características
'Baggetorp' es un árbol de un vigor medio. Tiene un tiempo de floración que comienza a partir del 2 de mayo con el 10% de floración, para el 6 de mayo tiene una floración completa (80%), y para el 16 de mayo tiene un 90% caída de pétalos.
'Baggetorp' tiene una talla de fruto mediano; forma ligeramente cónica y redondo en sección transversal; con nervaduras medias, y corona débil;epidermis con color de fondo es amarillo dorado, con un sobre color rojo lavado en la parte expuesta al sol, importancia del sobre color bajo (14-25%), y patrón del sobre color chapa, presenta lenticelas de tamaño pequeño algo más claras, ruginoso-"russeting" (pardeamiento áspero superficial que presentan algunas variedades) bajo; cáliz es pequeño y cerrado, asentado en una cuenca estrecha y profundidad poca, con plisamientos en la pared; pedúnculo es largo y de calibre fino, colocado en una cavidad poco profunda y estrecha, con ruginoso-"russeting" en las paredes; carne de color blanco amarillento, pulpa con textura tierna, y un sabor jugoso y agrio.
Su tiempo de recogida de cosecha se inicia a mediados de octubre, pudiendo consumirla en el momento, y se mantiene bien hasta año nuevo.

## Usos
Una excelente manzana para comer fresca en postre de mesa, aunque también se utiliza en preparaciones culinarias.

## Ploidismo
Diploide, polen auto estéril. Para su polinización necesita variedad de manzana con polen compatible.

## Susceptibilidades
Presenta cierta resistencia a la sarna del manzano y al mildiu.